# Filialkirche Rigaus-Voglau
Die Filialkirche Rigaus-Voglau im Ortsteil Voglau der Gemeinde Abtenau ist eine römisch-katholische Filialkirche der Pfarre Abtenau im Bezirk Hallein im Bundesland Salzburg. Sie ist dem Heiligen Josef der Arbeiter geweiht.

## Geschichte
Die Rigauser Kirche in der Voglau wurde in den Jahren 1960 bis 1962 erbaut nach den Plänen des Architekten Robert Posch aus Abtenau und im Oktober 1962 von Erzabt Franz Bachler geweiht. Da der Patron des Gotteshauses der Hl. Josef der Arbeiter ist, wird das Patroziniumsfest immer am 1. Mai, dem Tag der Arbeit, gefeiert.

## Ausstattung
Der Hochaltar war ursprünglich ein Seitenaltar in der Marienkapelle in der Stiftskirche Sankt Peter in Salzburg. Das Hochaltarbild, das den zwölfjährigen Jesus lehrend im Tempel zeigt, ist eine Arbeit von Franz Xaver König. Bei den Figuren handelt es sich um Abgüsse des Hl. Rochus und des Hl. Sebastians von Originalen von Lorenz Hörmbler aus dem Jahr 1774.
Das westseitige Rundfenster stammt von Karl Weiser und zeigt Mariä Verkündigung.
Die Kreuzwegbilder in Mosaiktechnik schuf Pater Roman Morandell OSB.